# Eria lanigera
Eria lanigera är en orkidéart som beskrevs av Gunnar Seidenfaden. Eria lanigera ingår i släktet Eria och familjen orkidéer. Inga underarter finns listade i Catalogue of Life.